# Scorpiurus
Scorpiurus és un gènere d'angiospermes de la família de les fabàcies. Les espècies que pertanyen a aquest gènere es coneixen amb el nom popular d'herba d'eruga, cua d'escorpí o llengua d'ovella, fent referència al fruit o a les fulles.

## Descripció
Herbes anuals, pubescents o glabrescents, normalment multicaules i prostrades. Fulles simples, lanceolato-espatulades, atenuades al pecíol. Limbe acutiúscul amb flors grogues de 5-10 mm, agrupades (de 2 a 5 flors, rarament 1) en inflorescències umbel·liformes, axil·lar i llargament pedunculades. El calze està format per 5 pètals iguals. El fruit és un llegum lomentaci, amb costelles longitudinals molt acusades i corbat en una espiral irregular.

## Taxonomia
És un gènere clarament monofilètic amb una morfologia pol·línica distintiva. De totes maneres, és un gènere amb controvèrsia taxonòmica. Linné el 1753 el va dividir en quatre espècies (Scorpiurus muricatus, S. sulcatus, S. vermiculatus i S. subvillosus). Molt temps després, el 1966, Heyn i Raviv van fer un estudi on deien que no hi havia indicacions de cap barrera genètica entre els diferents tàxons, i va recomanar la reorganització del gènere en una sola espècie, S. muricatus. En un altre estudi va eixir que S. vermiculatus es diferenciava clarament de la resta pel seu nombre cromosòmic (aquesta presenta 2n = 14 mentre que la resta 2n = 28). Així l'any 1991 molts autors van confluir en què el gènere constava de només de dues espècies: S. muricatus i S. vermiculatus.
L'última investigació en tractar el tema va ser el 2010 arran d'un programa d'investigació d'herbes per a pastures en el qual es volia avaluar el potencial farratger d'aquest gènere. Per a això, es van fer estudis de comparació molecular basats en l'espaiador transcrit intern (ITS), regió del genoma per comparar el parentesc entre vegetals. Els resultats indiquen poca diferència genètica entre S. vermiculatus i S. muricatus, encara que també assenyalen que hi ha un elevat grau de diversitat haplotípica i que seria interessant ampliar la zona de mostres a tota la península Ibèrica per tal d'aclarir la taxonomia del gènere.
Així doncs, el gènere Scorpiurus es pot dir que consta de 2 espècies, aquestes són:
- Scorpiurus muricatus L. s. l. (S. sulcatus i S. subvillosus són considerades com a subespècies)
- Scorpiurus vermiculatus L.

Ambdues espècies citades es troben com autòctones als Països Catalans:

## Ecologia
Es troben a terrenys erms, terofítics, prats secs i assolellats, en sòls eutròfics de la costera mediterrània.
El gènere és propi de la regió Mediterrània i dels països subropicals propers. Es localitza a tot el litoral dels Països Catalans, tant al peninsular com a l'insular.